# Benjamin Tiedemann Hansen
Benjamin Tiedemann Hansen (Bogense, 7 febbraio 1994) è un calciatore danese, difensore dell'AIK.

## Carriera
Ha giocato, a livello giovanile, per il Næsby e Vejle-Kolding. Il 31 marzo 2013 si è accomodato in panchina in occasione della 22ª giornata della 1. Division, nella vittoria casalinga per 2-0 sul Vendsyssel.
Dal 2013 al 2016 è stato in forza al Marienlyst. Nell'estate 2016 è stato ingaggiato dal Fredericia, per cui ha debuttato il 24 luglio 2016: è stato titolare nella sconfitta per 2-1 in casa dello Skive.
Il 17 agosto 2017 è stato tesserato ufficialmente dal Nordsjælland: ha scelto di vestire la maglia numero 16. Il 22 settembre ha effettuato il proprio esordio in Superligaen, sostituendo Mads Aaquist nel 2-2 casalingo contro il SønderjyskE.
Il 12 luglio 2018 ha giocato la prima partita nelle competizioni europee per club: è stato titolare nella vittoria per 0-1 arrivata sul campo del Cliftonville.
Il 19 marzo 2019 è stato ingaggiato dai norvegesi dell'Haugesund. Ha esordito in Eliteserien il 31 marzo, impiegato dal primo minuto nella sconfitta per 3-2 contro lo Strømsgodset. Il 14 luglio seguente ha siglato il primo gol nella massima divisione locale, nel 5-1 inflitto al Tromsø.
Il 19 marzo 2020 è stato licenziato dall'Haugesund, assieme alla quasi totalità del resto della rosa e dello staff tecnico: il provvedimento è stato necessario a causa del rinvio dell'inizio dell'Eliteserien 2020 a causa del dilagare della pandemia di COVID-19, nell'ottica di contenere i costi di gestione del club. Alla ripresa dei campionati, il giocatore è tornato in squadra.
Il 2 febbraio 2022 è passato al Molde a parametro zero, firmando un contratto triennale.
Il 30 agosto 2023 è approdato agli svedesi dell'AIK con la formula del prestito. A fine stagione, il successivo 27 dicembre, il club nerogiallo ha comunicato di aver esercitato l'opzione di acquisto presente nell'accordo, rilevando dunque il giocatore a titolo definitivo con un contratto biennale.

## Statistiche

### Presenze e reti nei club
Statistiche aggiornate al 30 agosto 2023.
| Stagione            | Club                | Campionato          | Campionato | Campionato | Coppe nazionali | Coppe nazionali | Coppe nazionali | Coppe continentali | Coppe continentali | Coppe continentali | Supercoppe | Supercoppe | Supercoppe | Totale | Totale |
| Stagione            | Club                | Comp                | Pres       | Reti       | Comp            | Pres            | Reti            | Comp               | Pres               | Reti               | Comp       | Pres       | Reti       | Pres   | Reti   |
| ------------------- | ------------------- | ------------------- | ---------- | ---------- | --------------- | --------------- | --------------- | ------------------ | ------------------ | ------------------ | ---------- | ---------- | ---------- | ------ | ------ |
| 2012-2013           | Vejle-Kolding       | 1D                  | 0          | 0          | CD              | ?               | ?               | -                  | -                  | -                  | -          | -          | -          | ?      | ?      |
| 2013-2014           | Marienlyst          | 1D                  | 22         | 0          | CD              | 0               | 0               | -                  | -                  | -                  | -          | -          | -          | 22     | 0      |
| 2014-2015           | Marienlyst          | 2D                  | ?          | ?          | CD              | ?               | ?               | -                  | -                  | -                  | -          | -          | -          | ?      | ?      |
| 2015-2016           | Marienlyst          | 2D                  | ?          | ?          | CD              | ?               | ?               | -                  | -                  | -                  | -          | -          | -          | ?      | ?      |
| Totale Marienlyst   | Totale Marienlyst   | Totale Marienlyst   | 22+        | 0+         |                 | ?               | ?               |                    | -                  | -                  |            | -          | -          | 22+    | 0+     |
| 2016-2017           | Fredericia          | 1D                  | 29         | 1          | CD              | 1               | 0               | -                  | -                  | -                  | -          | -          | -          | 30     | 1      |
| lug.-ago. 2017      | Fredericia          | 1D                  | 3          | 0          | CD              | 1               | 0               | -                  | -                  | -                  | -          | -          | -          | 4      | 0      |
| Totale Fredericia   | Totale Fredericia   | Totale Fredericia   | 32         | 1          |                 | 2               | 0               |                    | -                  | -                  |            | -          | -          | 34     | 1      |
| ago. 2017-2018      | Nordsjælland        | SL                  | 19         | 0          | CD              | 1               | 0               | -                  | -                  | -                  | -          | -          | -          | 20     | 0      |
| 2018-mar. 2019      | Nordsjælland        | SL                  | 10         | 0          | CD              | 1               | 0               | UEL                | 3                  | 0                  | -          | -          | -          | 14     | 0      |
| Totale Nordsjælland | Totale Nordsjælland | Totale Nordsjælland | 29         | 0          |                 | 2               | 0               |                    | 3                  | 0                  |            | -          | -          | 34     | 0      |
| 2019                | Haugesund           | ES                  | 30         | 1          | CN              | 6               | 0               | UEL                | 6                  | 0                  | -          | -          | -          | 42     | 1      |
| 2020                | Haugesund           | ES                  | 30         | 1          | -               | -               | -               | -                  | -                  | -                  | -          | -          | -          | 30     | 1      |
| 2021                | Haugesund           | ES                  | 29         | 2          | CN              | 1               | 0               | -                  | -                  | -                  | -          | -          | -          | 30     | 2      |
| Totale Haugesund    | Totale Haugesund    | Totale Haugesund    | 89         | 4          |                 | 7               | 0               |                    | 6                  | 0                  |            | -          | -          | 102    | 4      |
| 2022                | Molde               | ES                  | 25         | 0          | CN+CN           | 4+5             | 0               | UECL               | 10                 | 0                  | -          | -          | -          | 44     | 0      |
| gen.-ago. 2023      | Molde               | ES                  | 14         | 1          | CN              | 4               | 0               | UCL                | 3                  | 0                  | -          | -          | -          | 21     | 1      |
| Totale Molde        | Totale Molde        | Totale Molde        | 39         | 1          |                 | 13              | 0               |                    | 13                 | 0                  |            | -          | -          | 65     | 1      |
| ago.-dic. 2023      | AIK                 | A                   | 0          | 0          | CS              | 0               | 0               | -                  | -                  | -                  | -          | -          | -          | 0      | 0      |
| Totale              | Totale              | Totale              | 189+       | 6+         |                 | 24+             | 0+              |                    | 22                 | 0                  |            | -          | -          | 235+   | 6+     |

## Palmarès

### Club

#### Competizioni nazionali
- Coppa di Norvegia: 1

Molde: 2021-2022